# Cattedrale di Cassano all'Ionio
La Basilica della Natività della Beata Vergine Maria del Lauro, ubicata in piazza Sant'Eusebio da Cassano a Cassano all'Ionio, è la cattedrale della diocesi di Cassano all'Jonio. È dedicata alla Natività di Maria Vergine.

## Storia
La cattedrale vanta una storia antichissima pur essendo stata molte volte rimaneggiata o riedificata a causa delle vicissitudini che colpirono la diocesi.
Essa si trova nella parte bassa della città ed è di origine bizantina, sorta verso il 1100 intorno ad una preesistente chiesetta sotterranea dedicata alla "Madonna del Lauro", così chiamata perché sorta nei pressi di un maestoso albero di alloro, in cui le prime comunità cristiane pregavano e dove trovarono scampo dalla persecuzione iconoclasta i monaci basiliani. L'effigie bizantina della Vergine del Lauro è ancora custodita all'interno della cattedrale ed è molto venerata dal popolo tanto che la cattedrale stessa è detta ancora oggi dagli abitanti "del Lauro".
L'edificio ha avuto diversi ampliamenti e rimaneggiamenti e poco rimane attualmente dell'antica struttura. La cattedrale, molto ingrandita nel 1491 e nel 1651 è stata quasi interamente ricostruita dopo il disastroso terremoto che la colpì nel 1706 e arricchita, nel corso dei secoli, da sempre più decorazioni e componenti. Il 10 aprile 1700 in questa cattedrale ricevette l'ordinazione presbiterale sant'Angelo d'Acri. Il 23 dicembre 2014 è stata elevata alla dignità di basilica minore da papa Francesco.

## Arte
La cattedrale si presenta a croce latina con tre navate e cupola sontuosa. La torre campanaria è del 1608. La facciata barocca ha tre portali ed è bipartita in due ordini, ornati da decori in pietra e stucco. Sul coronamento si può ammirare una pregevole statua della Madonna col Bambino.
L'interno è riccamente decorato da vari affreschi e tele databili a diversi secoli e possiede altrettanto ricche e sontuose cappelle. Da annotare la presenza di una veneratissima effigie di scuola napoletana della Madonna Addolorata, un'artistica tela dell'Ultima Cena nella cappella del Sacramento, la cappella di San Francesco di Paola e quella di San Giovanni Battista
oltre a quella del martire San Biagio, compatrono della città e patrono principale della diocesi.
Nella cattedrale sono altresì presenti alcune sepolture di vescovi, prelati e personaggi importanti della città. Lo stupendo altare maggiore realizzato in marmi policromi, con sportello in argento con la figura del pellicano, simbolo di Cristo, è sormontato da un parato completo di candelabri e croce in bronzo dorato; l'altare è completato da una recinzione in marmo. Davanti all'altare maggiore è situata la cattedra episcopale. Sulla destra dell'altare (a sinistra per chi proviene dall'esterno), sono situate piccole lastre di marmo su cui è scritta la cronotassi dei vescovi.

## La cripta
Il cosiddetto Succorpo, risalente ad epoca normanna, è un'antica cripta che si estende sotto la cattedrale ed è il più antico luogo di culto della città e della diocesi, dove sin dai primi tempi del Cristianesimo i fedeli si riunivano per pregare al riparo dalle persecuzioni. Al suo interno vi si trova il veneratissimo crocifisso ligneo del XV secolo, patrono della città, ed alcuni affreschi del XVI secolo raffiguranti Santa Lucia e San Biagio.

## La Fontana dei Leoni
Sulla piazzetta intitolata a Sant'Eusebio da Cassano, antistante la cattedrale, si trova un'ammirabile fontana, ornata, una volta, da leoni di pietra, probabilmente facenti parti di un mausoleo di qualche celebre personaggio, o che reggevano il protiro dell'antica cattedrale, attribuibili ad un ignoto artista della fine del XV secolo, (attualmente sulla fontana, dopo il furto dei leoni originali sono state poste delle sculture di taglio moderno).